# Olympische Sommerspiele 1976/Teilnehmer (Ungarn)
| Gelbes Symbol für Goldmedaillen mit stilisierten Olympischen Ringen | Graues Symbol für Silbermedaillen mit stilisierten Olympischen Ringen | Braundes Symbol für Bronzemedaillen mit stilisierten Olympischen Ringen |
| ------------------------------------------------------------------- | --------------------------------------------------------------------- | ----------------------------------------------------------------------- |
| 4                                                                   | 5                                                                     | 13                                                                      |

Ungarn nahm an den Olympischen Sommerspielen 1976 in Montreal mit einer Delegation von 178 Athleten (124 Männer und 54 Frauen) an 109 Wettkämpfen in 17 Sportarten teil.
Die ungarischen Sportler gewannen vier Gold-, fünf Silber- und 13 Bronzemedaillen. Im Medaillenspiegel der Spiele platzierte sich Ungarn damit auf dem zehnten Platz. Olympiasieger wurden der Turner Zoltán Magyar am Pauschenpferd, der Speerwerfer Miklós Németh, die Florettfechterin Ildikó Schwarczenberger und die Wasserballmannschaft der Männer. Silber sicherten sich der Gewichtheber György Kőszegi im Fliegengewicht, der Freistilringer József Balla im Superschwergewicht und die Kanuten Zoltán Sztanity im Einer-Kajak über 500 Meter, Géza Csapó im Einer-Kajak über 1000 Meter sowie Anna Pfeffer und Klára Rajnai im Zweier-Kajak über 500 Meter. Fahnenträger bei der Eröffnungsfeier war der Fechter Jenő Kamuti.

## Teilnehmer nach Sportarten

### Boxen
- László Pákozdi
- Sándor Orbán
- József Nagy
- Vilmos Jakab
- József Jakab
- György Gedó
- András Botos
- Tibor Badari

### Fechten
Männer
- Lajos Somodi
- Pál Schmitt
- István Osztrics
- Péter Marót
- Tamás Kovács
- Csaba Körmöczi
- József Komatits
- Jenő Kamuti
- Ferenc Hammang
- Imre Gedővári
- Csaba Fenyvesi
- Sándor Erdős
- Győző Kulcsár
Bronze  Degen

Frauen
- Ildikó Ujlakiné-Rejtő
Bronze  Florett Mannschaft
- Magda Maros
Bronze  Florett Mannschaft
- Edit Kovács
Bronze  Florett Mannschaft
- Ildikó Bóbis
Bronze  Florett Mannschaft
- Ildikó Schwarczenberger
Gold  Florett
Bronze  Florett Mannschaft

### Gewichtheben
- Lajos Szűcs
- Imre Stefanovics
- András Stark
- János Rehus-Uzor
- János Komjáti
- Imre Földi
- Ferenc Antalovics
- Péter Baczakó
Bronze  Leichtschwergewicht
- György Kőszegi
Silber  Fliegengewicht

### Handball
Männer
- 6. Platz
Gábor Verőci
Károly Vass
István Varga
István Szilágyi
Mihály Süvöltős
Péter Kovács
Zsolt Kontra
József Kenyeres
László Jánovszki
Ernő Gubányi
Ferenc Buday
Béla Bartalos

Frauen
- Bronze 
Ágota Bujdosó
Mária Megyeri
Borbála Tóth Harsányi
Katalin Laki
Amália Sterbinszky
Ilona Nagy
Klára Csík
Rozália Lelkes
Mária Vadász
Erzsébet Neméth
Éva Angyal
Mária Berzsenyi
Marianna Nagy-Gódor
Zsuzsanna Kézi

### Judo
- Imre Varga
- Mihály Petrovszky
- Károly Molnár
- Endre Kiss
- László Ipacs
- József Tuncsik

### Kanu
Männer
- Károly Szegedi
- Zoltán Romhányi
- János Rátkai
- Csaba Giczy
- József Deme
- Tamás Wichmann
Bronze  Einer-Canadier 1000 m
- István Szabó
Bronze  Zweier-Kajak 1000 m
- Zoltán Bakó
Bronze  Zweier-Kajak 1000 m
- Zoltán Sztanity
Silber  Einer-Kajak 500 m
- Géza Csapó
Silber  Einer-Kajak 1000 m
- Oszkár Frey
Bronze  Zweier-Canadier 500 m
Bronze  Zweier-Canadier 1000 m
- Tamás Buday
Bronze  Zweier-Canadier 500 m
Bronze  Zweier-Canadier 1000 m

Frauen
- Anna Pfeffer
Silber  Zweier-Kajak 500 m
- Klára Rajnai
Bronze  Einer-Kajak 500 m
Silber  Zweier-Kajak 500 m

### Leichtathletik
Männer
- János Zemen
- Ferenc Tégla
- Imre Stankovics
- Ferenc Paragi
- István Major
- Endre Lépold
- Endre Kelemen
- János Faragó
- Sándor Boros
- Miklós Németh
Gold  Speerwurf

Frauen
- Ilona Bruzsenyák
- Magdolna Lázár
- Ildikó Szabó-Erdélyi
- Margit Papp
- Anikó Milassin
- Andrea Mátay

### Moderner Fünfkampf
- Tamás Kancsal
Bronze  Mannschaft
- Tibor Maracskó
Bronze  Mannschaft
- Szvetiszláv Sasics
Bronze  Mannschaft

### Radsport
- Gábor Szűcs

### Ringen
- Mihály Toma
- Ferenc Toma
- Ferenc Seres
- István Séllyei
- János Rovnyai
- Lajos Rácz
- Géza Molnár
- István Kovács
- János Kocsis
- László Klinga
- Csaba Hegedűs
- Mihály Gyulai
- Henrik Gál
- Mihály Fodor
- József Farkas
- József Doncsecz
- László Réczi
Bronze  Federgewicht, griech.-römisch
- József Balla
Silber  Superschwergewicht, Freistil

### Rudern
Frauen
- Ágnes Szijj
- Katalin Pál-Ribáry
- Erzsébet Nagy
- Kamilla Kosztolányi
- Judit Kéri-Novák
- Valéria Gyimesi
- Ilona Bata
- Mariann Ambrus

### Schießen
- István Talabos
- Gyula Szabó
- Lajos Papp
- Sándor Nagy
- László Hammerl
- György Gruber
- Tibor Bodnár

### Schwimmen
Männer
- Zoltán Wladár
- Zoltán Verrasztó
- Csaba Sós
- Róbert Rudolf
- Sándor Nagy
- István Koczka
- András Hargitay

Frauen
- Gabriella Verrasztó

### Segeln
- András Haán

### Turnen
Männer
- Imre Molnár
- Béla Laufer
- Árpád Farkas
- Ferenc Donáth
- Imre Bánrévi
- Zoltán Magyar

Frauen
- Margit Tóth
- Éva Óvári
- Krisztina Medveczky
- Mária Lővey
- Márta Kelemen
- Márta Egervári

### Volleyball
Frauen
- 4. Platz
Ágnes Torma
Zsuzsa Szloboda
Emerencia Siry-Király
Éva Sebők-Szalay
Judit Schlégl-Blaumann
Ágnes Gajdos-Hubai
Katalin Eichler-Schadek
Gabriella Csapó-Fekete
Zsuzsa Biszku
Éva Biszku
Gyöngyi Bardi-Gerevich
Lucia Bánhegyi-Radó

### Wasserball
- Gold 
Gábor Csapó
Tibor Cservenyák
Tamás Faragó
György Gerendás
György Horkai
György Kenéz
Ferenc Konrád
Endre Molnár
László Sárosi
Attila Sudár
István Szívós